# Anthony Ruivivar
Anthony Michael Ruivivar (Honolulu, 4 novembre 1970) è un attore statunitense, noto per il ruolo del paramedico Carlos Nieto nella serie televisiva Squadra emergenza e per altri ruoli televisivi.

## Biografia
Nato alle Hawaii, figlio di Tony e Karen Ruivivar, ha origini filippine, cinesi e spagnole da parte di padre e tedesche e scozzesi da parte di madre. Il padre è un noto musicista membro dei Society of Seven. Ha studiato presso la Boston University, dove ha ottenuto un Bachelor of Fine Arts.
Debutta al cinema partecipando al film La leggenda di Zanna Bianca, a cui seguono partecipazioni ai film In corsa con il sole e Starship Troopers - Fanteria dello spazio. Dal 1999 al 2005 interpreta il ruolo del paramedico Carlos Nieto nella serie televisiva Squadra emergenza, incentrata sulle vicende di poliziotti, paramedici e pompieri a New York. Ruivivar ha interpretato un crossover, sempre nel ruolo Carlos Nieto, nel serie Medical Investigation.
Dopo Squadra emergenza ha partecipato a svariate produzioni televisive, tra cui The Whole Truth e Southland. Nel 2011 fa parte del cast del film I guardiani del destino, al fianco di Matt Damon e Emily Blunt.
A partire dal 2013 diventa uno dei protagonisti della serie televisiva Banshee - La città del male, nella parte di Alex Longshadow, ruolo che ricopre fino al 2014.

### Vita privata
Dal gennaio 1998 è sposato con l'attrice Yvonne Jung, apparsa nella quinta e sesta stagione di Squadra emergenza nel ruolo di Holly Levine. La coppia ha due figli; Kainoa (nato nel 2002) e Levi (nata nel 2006).

## Filmografia

### Cinema
- La leggenda di Zanna Bianca (White Fang 2: Myth of the White Wolf), regia di Ken Olin (1994)
- In corsa con il sole (Race the Sun), regia di Charles T. Kanganis (1996)
- Starship Troopers - Fanteria dello spazio (Starship Troopers), regia di Paul Verhoeven (1997)
- High Art, regia di Lisa Cholodenko (1998)
- Harvest, regia di Stuart Burkin (1998)
- Semplicemente irresistibile (Simply Irresistible), regia di Mark Tarlov (1999)
- Saturn, regia di Rob Schmidt (1999)
- Swimming, regia di Robert J. Siegel (2000)
- Poster Boy, regia di Zak Tucker (2004)
- Tropic Thunder, regia di Ben Stiller (2008)
- A Perfect Getaway - Una perfetta via di fuga (A Perfect Getaway), regia di David Twohy (2009)
- I guardiani del destino (The Adjustment Bureau), regia di George Nolfi (2011)
- Junction, regia di Tony Glazer (2012)
- Larry Gaye: Renegade Male Flight Attendant, regia di Sam Friedlander (2015)

### Televisione
- Maverick Square, regia di Steve Miner – film TV (1991)
- Law & Order - I due volti della giustizia (Law & Order) – serie TV, 1 episodio (1997)
- Squadra emergenza (Third Watch) – serie TV, 122 episodi (1999-2005)
- Medical Investigation – serie TV, 1 episodio (2005)
- Close to Home - Giustizia ad ogni costo (Close to Home) – serie TV, 1 episodio (2006)
- Criminal Minds – serie TV, 1 episodio (2007)
- Numb3rs – serie TV, 1 episodio (2007)
- Traveler – serie TV, 8 episodi (2007)
- CSI - Scena del crimine (CSI: Crime Scene Investigation) – serie TV, 1 episodi (2007)
- Chuck – serie TV, 2 episodi (2007)
- Lie to Me – serie TV, 1 episodio (2009)
- The Whole Truth – serie TV, 11 episodi (2010-2011)
- The Good Wife – serie TV, 1 episodio (2011)
- Big Mike, regia di Paris Barclay – film TV (2011)
- Il silenzio del testimone (Silent Witness), regia di Peter Markle – film TV (2011)
- American Horror Story – serie TV, episodi 1x12-5x04-5x12 (2011-2016)
- Burn Notice - Duro a morire (Burn Notice) – serie TV, 1 episodio (2012)
- Major Crimes – serie TV, 3 episodi (2012)
- The Mentalist – serie TV, 1 episodio (2012)
- Southland – serie TV, 7 episodi (2013)
- Castle - serie TV, episodio 6x08 (2013)
- Beware the Batman – serie animata, 26 episodi (2013) – voce
- Banshee - La città del male (Banshee) – serie TV, 17 episodi (2013-2015)
- Beauty and the Beast – serie TV, 4 episodi (2014)
- Quantico – serie TV, 1 episodio (2015)
- Gortimer Gibbon's Life on Normal Street - serie TV (2015)
- NCIS: Los Angeles – serie TV, 1 episodio (2015)
- Scream – serie TV, 12 episodi (2016)
- Frequency – serie TV, 9 episodi (2016-2017)
- Blue Bloods – serie TV, 1 episodio (2017)
- The Haunting – serie TV, 8 episodi (2018)
- Turner e il casinaro - La serie (Turner & Hooch) – serie TV (2021)
- NCIS: Hawai'i – serie TV, 3 episodi (2022)

## Doppiatori italiani
Nelle versioni in italiano delle opere in cui ha recitato, Anthony Ruivivar è stato doppiato da:
- David Chevalier in Squadra emergenza, Beauty and the Beast, Il silenzio del testimone, Southland
- Andrea Lavagnino in Quantico, Frequency, Turner e il casinaro - La serie, NCIS: Hawaii
- Carlo Scipioni in Criminal Minds
- Emiliano Coltorti in Burn Notice - Duro a morire
- Gianluca Machelli in The Good Wife
- Davide Marzi in Hawaii Five-0
- Franco Mannella in American Horror Story: Murder House
- Riccardo Scarafoni in American Horror Story: Hotel
- Guido Di Naccio in Major Crimes
- Alessio Cigliano in Castle
- Luca Mannocci in Banshee - La città del male
- Fabrizio Picconi in Gortimer Gibbon - La vita a Normal Street
- Gianfranco Miranda in NCIS: Los Angeles
- Alessandro Budroni in Scream
- Francesco Prando in Chuck
- Fabrizio Russotto in Blue Bloods